# Thunderbolt (Géorgie)
Pour les articles homonymes, voir Thunderbolt.
Thunderbolt est une petite ville du comté de Chatham, dans l’État de Géorgie. Elle fait partie de l'aire métropolitaine de Savannah.

## Démographie
| 1910 | 1920 | 1930 | 1940 | 1950  | 1960  |
| ---- | ---- | ---- | ---- | ----- | ----- |
| 543  | 721  | 802  | 886  | 1 238 | 1 925 |

| 1970  | 1980  | 1990  | 2000  | 2010  | - |
| ----- | ----- | ----- | ----- | ----- | - |
| 2 750 | 2 165 | 2 786 | 2 340 | 2 668 | - |